# Császár (település)

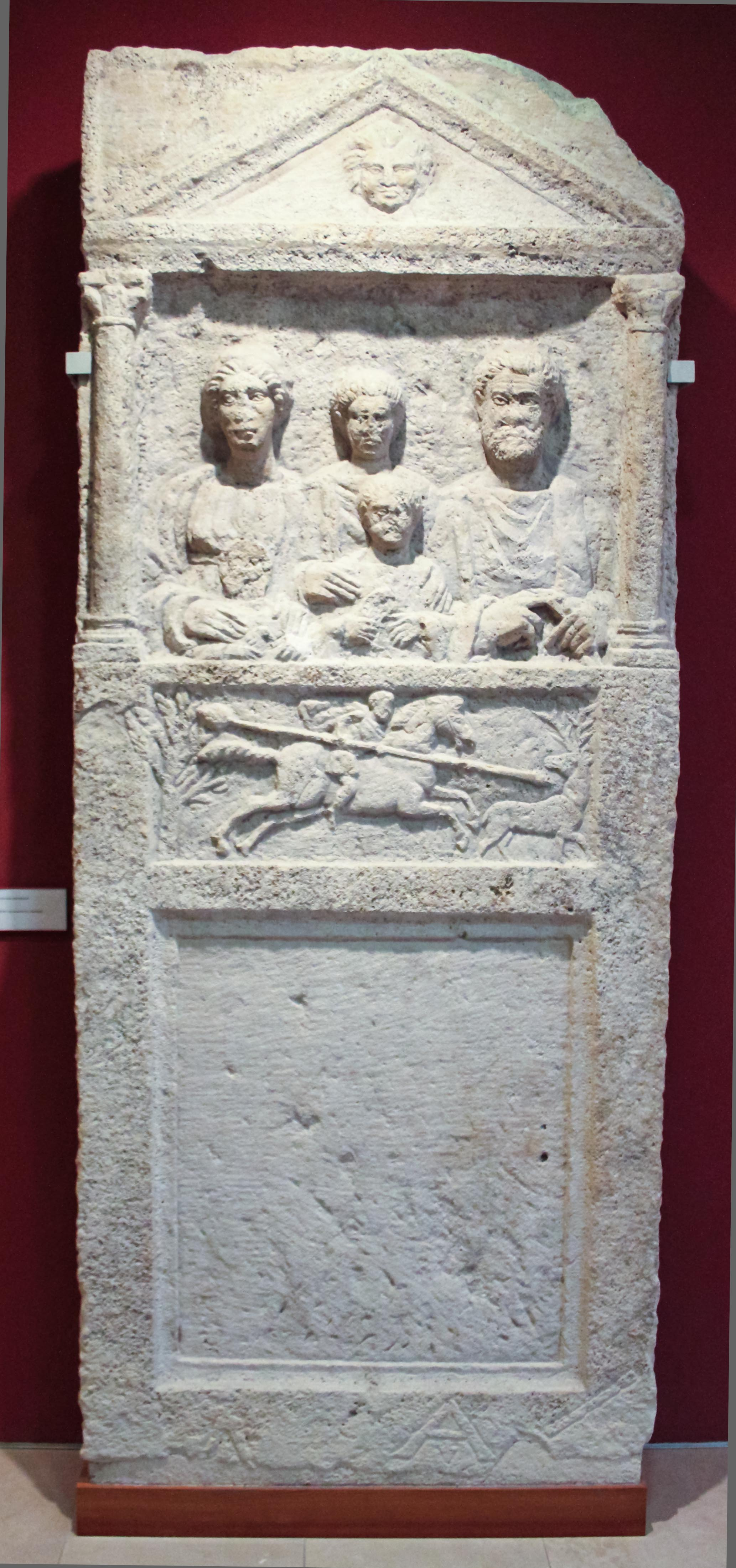
Császár határában talált római sírkő, szarvasvadász ábrázolásával (i. sz. 2. század)

Császár község Komárom-Esztergom vármegyében, a Kisbéri járásban.

## Fekvése
Komárom-Esztergom vármegye déli peremén, erdők ölelésében fekszik, a megyeszékhely Tatabányától bő 25 kilométerre. A környező települések közül Dad 6,5, Vérteskethely 7,5, Kisbér 10,5, Szákszend 11, Oroszlány pedig 19 kilométer távolságra található. Központján a 8135-ös út halad keresztül, és a megszüntetéséig (2001-ig) érintette a települést a (Tatabánya–)Környe–Pápa-vasútvonal is. Utóbbinak egy megállási pontja volt a községben, Császár megállóhely; ennek közúti elérését a 81 326-os számú mellékút teszi lehetővé.
Közösségi közlekedéssel ma csak autóbusszal érhető el a település: a 770-es, 1257-es, 1702-es, 1848-as, 1851-es, 8464-es, 8560-as, 8618-as, és 8736-os buszjáratokkal. A településen 3 buszmegálló található (Császár,posta, Császár, Márkustag bejárati u., Császár, Petőfi u.).

## Története
A település és környéke már az őskorban is lakott volt. Őskori kőeszközök, a rómaiak korából, avar korból való leletek kerültek itt a felszínre. A falu elnevezése (a Császár főnévre vezethető vissza) személynévből ered.
Első írásos említésére 1233-ból vannak adatok. 1332 körül Csór nemzetségbeli Tamás csókakői és (vár)gesztesi várnagy kapta a falut adományul a királytól. 1529-ben az átvonuló török csapatok dúlták fel, megmaradt lakói elmenekültek, hosszú időre lakatlanná vált. 1622-ben református magyarok népesítették be.
1645-ben a falut sújtó nagy földrengés szinte teljesen lerombolta. Újjáépítése után az Esterházy család lett birtokosa. A falu mellett a Rákóczi-szabadságharc alatt a kuruc csapatok nagy győzelmet arattak.
A 19. században többször lett pusztító tűzvész martaléka, azonban a csapást mindannyiszor kiheverte.
A falu mai lakói főleg erdő- és mezőgazdasággal foglalkoznak. Nagy hagyománya van a szőlőművelésnek és bortermelésnek is.

### Apostag
A falu határában levő erdőben az ún. Kopaszhegy alatt még a múlt század elején is láthatók voltak egy elpusztult település: Apostag romjai.

### Kendertó (Csesztreg)
A település nevét az oklevelek 1228-ban említik először, nevét ekkor Cheztreg alakban írták.
Kendertó, vagy Csesztreg Árpád-kori elpusztult település is a falu határába esett, a mai Császártól délkeletre. 1228-előtt Kendertó a Csák nemzetségbeli Miklós comes birtoka volt. 1228-ban fent nevezett Miklós comes a települést fiaira hagyta. 1328-ban Csák nemzetségbeli Kendertói Miklós kiegyezik Twdbegh fiával, Ilbegh comes-szel.

## Közélete

### Polgármesterei
- 1990–1994: Fülöp László (független)[4]
- 1994–1998: Takács Gusztáv (független)[5]
- 1998–2002: Takács Gusztáv (független)[6]
- 2002–2006: Takács Gusztáv (független)[7]
- 2006–2010: Takács Gusztáv Imre (független)[8]
- 2010–2014: Beke Gyöngyi (független)[9]
- 2014–2019: Beke Gyöngyi (független)[10]
- 2019–2024: Beke Gyöngyi (független)[11]
- 2024–2025: Beke Gyöngyi (független)[12]
- 2025– : Mentes Zsolt (független)[1]

2025. július 20-án időközi polgármester-választást kellett tartani a településen, az előző polgármester néhány hónappal korábban bejelentett lemondása miatt.

## Népesség
A település népességének változása:
| Lakosok száma | 1855 | 1872 | 1878 | 1896 | 1811 | 1820 | 1781 |
|               | 2013 | 2014 | 2015 | 2021 | 2022 | 2023 | 2024 |

A 2011-es népszámlálás során a lakosok 86,6%-a magyarnak, 0,6% cigánynak, 0,5% németnek, 0,2% románnak mondta magát (13,2% nem nyilatkozott; a kettős identitások miatt a végösszeg nagyobb lehet 100%-nál). A vallási megoszlás a következő volt: római katolikus 29,1%, református 37,9%, evangélikus 2%, görögkatolikus 0,2%, felekezeten kívüli 10,5% (19,7% nem nyilatkozott).
2022-ben a lakosság 86,6%-a vallotta magát magyarnak, 0,6% cigánynak, 0,4% németnek, 0,3% lengyelnek, 0,2% bolgárnak, 0,1-0,1% örménynek, románnak és szlováknak, 1,2% egyéb, nem hazai nemzetiségűnek (13,3% nem nyilatkozott; a kettős identitások miatt a végösszeg nagyobb lehet 100%-nál). Vallásuk szerint 28,1% volt református, 19,7% római katolikus, 1,2% evangélikus, 0,2% görög katolikus, 0,2% egyéb keresztény, 0,4% egyéb katolikus, 11,7% felekezeten kívüli (38,4% nem válaszolt).

## Nevezetességei
- Műemléknek nyilvánított római katolikus temploma 1771 és 1775 között épült Fellner Jakab tervei szerint.
- Református temploma 1748-ban épült, műemlék jellegű.
- „Henryx City” western falu – az egykori vadnyugati városok mintájára kialakított, magántulajdonú élménypark és múzeum a község keleti végében[15]

## Ismert emberek
- Itt született 1853. november 3-án nagy-, és kiskálnai Kálnay Lajos vezérőrnagy.
- Itt volt plébános 1894–1919 között Wohlmuth Ferenc boldog-várományos vértanú pap, akit a Tanácsköztársaság idején vörösök akasztottak fel.
- Itt született 1958. szeptember 28−án Nyári Irén festőművész.
- Itt élt és alkotott Kiss Anna Bettina, ismert újságíró, és irodalmár.
- Itt született 1954. május 4-én Varga Ágota (Pózna Ágota) Balázs Béla-díjas filmrendező.